# Charles Fruchier
Pour les articles homonymes, voir Fruchier.
Charles Fruchier, né le 4 novembre 1865 à Digne-les-Bains (Alpes-de-Haute-Provence) et mort le 28 juillet 1936 à Digne-les-Bains, est un homme politique français.

## Biographie
Frère de Raoul Fruchier, député des Basses-Alpes, il est avocat-avoué près le tribunal de Digne. Il est député des Basses-Alpes de 1902 à 1906, inscrit au groupe de l'Action libérale. Il est conseiller général de 1919 à 1936 et maire de Digne de 1921 à 1929 et de 1935 à 1936.

## Détail des fonctions et des mandats
Mandat parlementaire
- 11 mai 1902 - 31 mai 1906 : député des Basses-Alpes

Mandats locaux
- 1919 - 28 juillet 1936 : conseiller général du canton de Digne
- mai 1921 - mai 1929 : maire de Digne
- mai 1935 - 28 juillet 1936 : maire de Digne